# Burghard Deleroi
Burghard Deleroi, fälschlich auch Burkhard Deleroi (* 24. September 1961; † 2. Januar 2021), war ein deutscher Fußballspieler. In der höchsten Spielklasse des DDR-Fußballs, der Oberliga, spielte der Torwart für den FC Vorwärts Frankfurt.

## Sportliche Laufbahn

### Vereinsstationen
Deleroi durchlief ab 1969 die Jugendabteilung der BSG Chemie PCK Schwedt und gewann mit dieser 1980 den Junge Welt-Pokal. Im Sommer dieses Jahres wechselte er nach Frankfurt zum Fußballclub der Armeesportvereinigung Vorwärts. Mit dem FC Vorwärts wurde der Torwart 1982 Nachwuchsmeister der DDR.
In der Oberligasaison 1983/84 gehörte Deleroi erstmals offiziell zum Kader der 1. Mannschaft von Vorwärts Frankfurt, debütierte aber bereits am letzten Spieltag der Spielzeit 1982/83 im Auswärtsspiel gegen Chemie Böhlen, das 8:1 gewonnen wurde, als er für Karl-Heinz Wienhold in der 80. Minute eingewechselt wurde. Am Ende der Erstligasaison 1987/88 stieg er mit Vorwärts ab und wurde Stammtorhüter in der Saison 1988/89 vor Jens Jaschob. Als Angehöriger der Nationalen Volksarmee stand Deleroi vor dem letzten Oberligajahr der Oderstädter im Rang des Oberfeldwebels der Nationalen Volksarmee.
Zur Spielzeit 1989/90 schloss er sich dem Ligaaufsteiger BSG Lok/Armaturen Prenzlau an, die sich nach der Wende in FSV Rot-Weiß Prenzlau umbenannten und in den nächsten Jahren in der nunmehr drittklassigen Oberliga Nordost spielten. Nach der Saison 1992/93 beendete Burghard seine Karriere als Fußballer.

### Auswahleinsätze
Anfang der 1980er-Jahre kam Deleroi sechsmal in der U-21-Nationalmannschaft des DFV zum Einsatz. Konkurrenten zwischen den Pfosten der Nachwuchsauswahl in dieser Phase waren für den FCV-Torwart unter anderem die späteren A-Nationalspieler René Müller und Perry Bräutigam sowie der Rostocker Keeper Axel Hauschild.

### Erfolge
- Finalist im Junge Welt-Pokal: 1980
- Meister der Nachwuchsoberliga: 1982

## Berufliche Laufbahn
Von 1999 bis 2021 arbeitete Deleroi bei einem Unternehmen für Gebäudereinigung.